# ملالی میوندی
ملالی میوندی که همچنین به عنوان ملاله، ملالی یا ملالی آنا شناخته می‌شود، یک قهرمان عامیانه ملی از افغانستان است که جنگجویان پشتون را در طول نبرد میوند بسیج و گردآوری کرد. او در کنار محمد ایوب خان مبارزه کرد و مسئول پیروزی افغانستان در نبرد میوند در ۲۷ جولای ۱۸۸۰، در طول جنگ دوم افغان و انگلیس بود.
او در جهان غرب به عنوان «ژان دارک افغانستان» و «مولی پیتچر افغانستان» شناخته شده‌است. بسیاری از مدارس، بیمارستان‌ها و نهادهای دیگر در افغانستان به نام او نامگذاری شده‌اند. داستان او در کتاب‌های متنی مکتب‌های افغانستان ذکر شده‌است. با این حال هیچ منبع بریتانیایی یا افغان از آن زمان تا به حال نام او یا رخ دادن چنین رویدادی را ذکر نکرده‌است.

## زندگی‌نامه

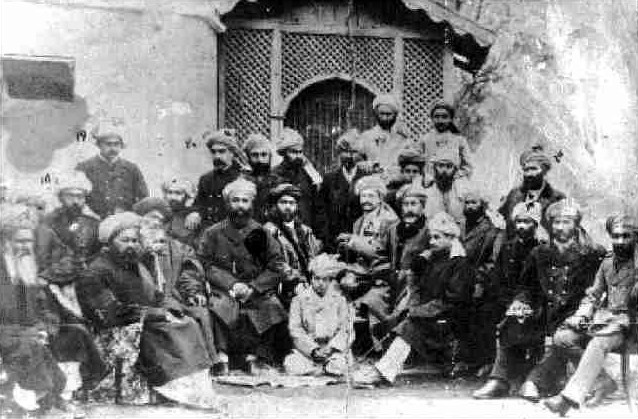
فرماندهان نظامی افغان در ۲ سپتامبر ۱۸۸۰، حدود یک ماه پس از پیروزی آنها در نبرد میوند.

ملالی در ۱۸۶۱ در روستای خیگ، حدود ۵ کیلومتر در جنوب شرقی میوند در ولایت قندهار افغانستان، متولد شد. در اواخر دهه ۱۸۸۰، جنگ بین افغانستان و بریتانیای کبیر آغاز شد؛ آخرین جنگ بین این دو کشور در دههٔ ۱۸۴۰ میلادی بود. بریتانیا، همراه با ارتش هند انگلیس یک اردوکشی عظیم را از راه هند به افغانستان راه اندازی کرد. پادگان اصلی بریتانیا در قندهار بود که نزدیک‌ترین ولایت به شهر میوند است. ارتش افغانستان توسط تحت رهبری فرماندهٔ نظامی محمد ایوب خان پسر امیر افغانستان شیرعلی خان بود. پدر ملالی که یک چوپان بود همراه با نامزدش به ارتش ایوب خان در حملهٔ بزرگی به نیروهای بریتانیا و هند در ماه ژوئیه ۱۸۸۰ پیوستند. ملالی مانند بسیاری از زنان افغانستان برای کمک به زخمی‌ها یا ارائه آب و سلاح یدکی به میدان جنگ پیوست. به گفته منابع محلی، این روز همچنین قرار بود روز عروسی او باشد.
هنگامی که ارتش افغانستان با وجود تعداد زیاد افرادش روحیه‌اش را از دست داد، ملالی پرچم افغانستان را برداشت و فریاد زد:
عشق جوان! اگر در نبرد میوند شهید نشدی،
خدا تو را از بی ننگی حفظ کند.
این امر جنگجویان افغان را روحیه داد تا تلاش‌های خود را دو برابر کنند. هنگامی که یکی از پرچم‌داران اصلی کشته شد ملالی به میدان جنگ رفت و پرچم را بلند کرد و شروع به خواندن لندی کرد:
خال به د یار له وینو کښـیږدم 
 چی شینکی باغ کی ګلګلاب و شرموینه
ملالی توسط یک سرباز انگلیسی کشته شد. با این حال، کلمات او موجب پیروزی هموطنانش در جنگ شد. پس از جنگ، ملالی برای تلاش‌هایش افتخار داده شد و در روستای مادری‌اش در خیگ به خاک سپرده شد، جایی که قبر او تا امروز باقی مانده‌است و توسط مردم بازدید می‌شود. او در زمان مرگ ۱۸ یا ۱۹ ساله بود. ملالی در روستای کاریز همراه با پدرش و نامزدش دفن شده‌است، مردم محلی قبر او را به عنوان حرم می‌دانند.

## میراث
ملالی در قالب پویانمایی در صحنهٔ آغازین مستند او اسم مرا ملاله گذاشت ظاهر شد.

## پذیرش
صحت داستان و شخص ملالی توسط بسیاری از محققان مورد سؤال قرار گرفته‌است. حتی با اینکه او به خوبی توسط دولت افغانستان دریافت شد و بسیاری بر این باورند این رویداد واقعی به نظر می‌رسد، بیشتر به یک داستان فرهنگ عامه تا واقعیت تاریخی شباهت دارد. هیچ مورخ بریتانیایی از آن زمان در مورد شخصی به نام ملالی صحبت نکرده‌است، حتی سوابق محلی از بین رفته‌است. هوارد هنزمن، نویسنده انگلیسی در کتاب خود «جنگ افغانستان» ذکر می‌کند که یک زن در میان مردگان در احمدخیل پیدا شد، اما نبرد احمدخیل در ۱۹ آوریل ۱۸۸۰ رخ داده در حالی که نبرد میوند در ۲۷ ژوئیه ۱۸۸۰ به وقوع پیوسته.
محمد صدیق فرهند، مورخ افغان در یک کتاب سه جلدی «افغانستان در پنج قرن گذشته»، یک قطعهٔ برجسته در مورد تاریخ افغانستان نیز به شخصیتی با نام ملالی ذکر نکرد.
نام ملالی اولین بار ۴۰–۶۰ سال پس از نبرد میوند ذکر شد. بسیاری بر این باورند که عبدالحی حبیبی این داستان را در طول دوره پشتو تولانا برای حمایت از روایت ملی و ناسیونالیسم پشتون درست کرد. حبیبی قبلاً متهم به جعل پته خزانه شده‌است.

## یادداشت
1. ↑  پشتو: ملالی انا به معنی «ملالی مادر بزرگ»
2. ↑  اصلی (به پشتو: که په میوند کی شهید نه شوی، خدای ږو لالیه بی ننگی ته دی ساتینه)
 ترجمهٔ انگلیسی:  Young love! If you do not fall in the battle of Maiwand,

By God, someone is saving you as a symbol of shame![۷]
3. ↑  برخی از نسخه‌ها می‌گویند که ملالی روسری خود را به عنوان پرچم استفاده کرد[۱۰]
4. ↑  ترانهٔ کوتاه عامیانه که توسط زنان افغانستان خوانده می‌شود
5. ↑  (به فارسی: از خون یار برزخ خالی خواهم گذاشت که از دیدن آن گل گلاب بشرمد.)
 ترجمهٔ انگلیسی:[۷]  With a drop of my sweetheart's blood,

Shed in defense of the Motherland,

Will I put a beauty spot on my forehead,

Such as would put to shame the rose in the garden!